# Erotelis
Erotelis is een geslacht van straalvinnige vissen uit de familie van slaapgrondels (Eleotridae).

## Soorten
- Erotelis armiger (Jordan & Richardson, 1895)
- Erotelis smaragdus (Valenciennes, 1837)
- Erotelis clarki (Hildebrand, 1938)
- Erotelis shropshirei (Hildebrand, 1938)